# ルース・ポラット
ルース・ポラット（Ruth Porat、1957年 - ）は、アメリカ合衆国の経営者。Googleおよびその親会社であるAlphabetの最高投資責任者。かつてはモルガン・スタンレーのCFO、GoogleおよびAlphabetの最高財務責任者を務めていた。

## 経歴
ユダヤ人の両親であるダン・ポラットとフリーダ・ポラットのもと、イングランドのチェシャーセールで生まれた。
母はイスラエルで生まれ、父は水晶の夜でウィーンから逃亡してイスラエルに渡り、10代でイギリス陸軍に入隊した。ホロコーストを生き延びたという父の証言は、南カリフォルニア大学ショア財団研究所によって採取された。幼い頃にマサチューセッツ州ケンブリッジに移り、父はハーバード大学物理学科の研究員だった。3年後に父は家族をカリフォルニア州パロアルトに移住させ、SLAC国立加速器研究所で26年間働いた。
スタンフォード大学で学士号（経済学と国際関係学）、ペンシルベニア大学ウォートン・スクールで優れたMBA、ロンドン・スクール・オブ・エコノミクスで修士号（産業関係学）をそれぞれ取得した。
1987年にモルガン・スタンレーに入社。投資銀行部門の副会長、金融機関グループのグローバル責任者、テクノロジー投資銀行部門の共同責任者など、いくつかの重要な役割を果たした。金融危機の間中、モルガン・スタンレーのチームを率いて、ファニー・メイとフレディ・マックについてはアメリカ合衆国財務省に、AIGについてはニューヨーク連邦準備銀行にアドバイスを行っていた。その後、モルガン・スタンレーのCFOとして、より適切な資本と資金の配分と経費の削減を通じて、様々なビジネスにわたるリソースの最適化を改善することに貢献した。
2015年3月24日、モルガン・スタンレーを退社することを発表した。同年5月26日、パトリック・ピシェットの後任でGoogleのCFOに就任した。2016年10月19日にカリフォルニア州デイナポイントで開催されたフォーチュン・モスト・パワフル・ウーマン・サミットにて、Googleとその親会社であるAlphabet（2015年10月2日設立）のCFOとして講演した。
2023年9月1日、GoogleとAlphabetの最高投資責任者兼社長に就任した。両社にて高いリスクのハードウェアやサービスのベンチャー事業を監督することになり、グローバル投資の管理も携わる。一方、両者のCFOについては2024年7月31日にアナト・アシュケナージ（イーライリリー・アンド・カンパニーの元CFO兼社長）が後任に就任するまで引き続き務めた。

## 人物
1983年に法律事務所パドゥアーノ・アンド・ワイントラウブのパートナーだったアンソニー・パドゥアーノと結婚した。子供が3人いる。
兄はGeneral Magicの共同設立者であるマーク・ポラット。